# Кольбушовський повіт (1920-1939)
Кольбушо́вський повіт (нім. Bezirk Kolbuszowa; пол. Powiat kolbuszowski) — історична адміністративно-територіальна одиниця у складі Королівства Галичини і Володимирії і Польщі. Повіт знаходився на польській етнічній території Малопольща.

## Королівство Галичини та Володимирії
Після скасування окружних відомств наприкінці жовтня 1865 р. їх компетенція перейшла до повітових управлінь. За розпорядженням міністерства внутрішніх справ Австро-Угорщини 23 січня 1867 року під час адміністративної реформи місцевого самоврядування збільшені повіти, зокрема утворено Кольбушовський повіт. Повіт за даними 1879 року мав площу 503,97 км², населення становило 63 866 осіб, налічувалось 65 поселень, організованих у 61 гміну. На 1910 рік повіт мав площу 868 км², населення становило 73 912 осіб, налічувалось 63 поселення, організованих у 54 гміни.

## Польща
Включений до складу Львівського воєводства Польської республіки після утворення воєводства у 1920 році.

## Склад з 1934 року
- Місто Кольбушова
- Місто Соколув
- Гміна Кольбушова Гурна
- Гміна Кольбушова Дольна
- Гміна Дзіковець
- Гміна Майдан
- Гміна Раніжув
- Гміна Соколув
- Гміна Цмоляс

## Населення
Один із двох (разом із Тарнобжезьким) повітів Львівського воєводства, що були суто польськими і лежали поза межами української етнічної території. З 69 566 осіб населення за переписом 1931 року українців було лише 62 (0,09%), натомість поляків — 65 361 (93,95%), жидів — 3693 (5,31%), німців — 80 (0,1%). 